# Palawan State University

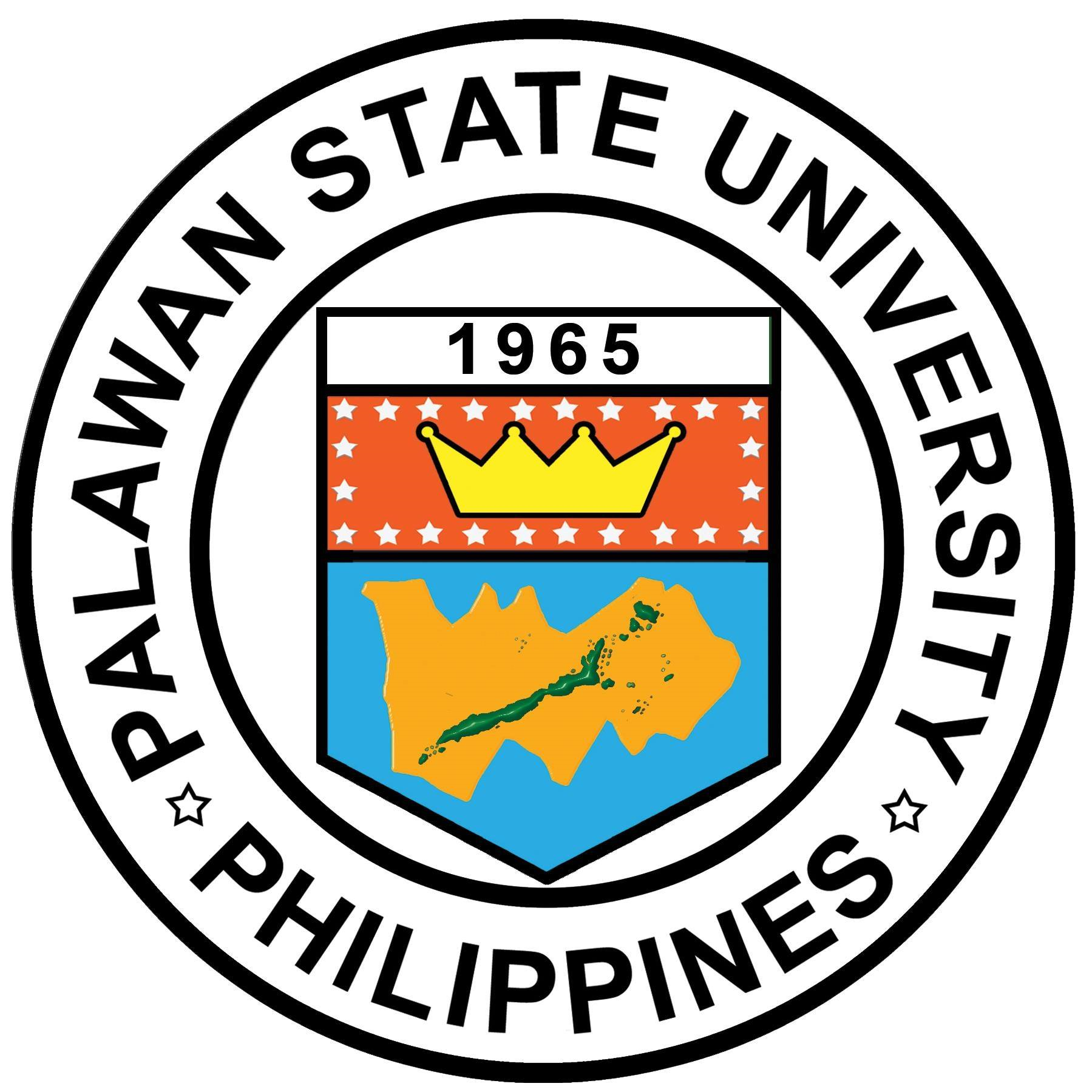
Logo der Palawan State University

Die Palawan State University (PSU) ist eine staatliche Universität auf den Philippinen und gilt als eine bedeutende Bildungseinrichtung auf den Philippinen und in der Verwaltungsregion MIMAROPA.

## Standorte
Sie hat elf Standorte in der Provinz Palawan, der Hauptcampus der Universität befindet sich an den Tiniguiban Heights in Puerto Princesa. Die weiteren Standorte befinden sich in Rizal, Narra, Araceli, Brooke’s Point, Cuyo, Coron, Balabac, Roxas, Taytay und El Nido.

## Kurse
Die Palawan State University beherbergt verschiedene Fakultäten, diese sind in Hochschul- und Fachschulbereiche, sowie in der Berufsausbildung in Institute und Colleges gegliedert. Dieses sind die Colleges of Sciences, College of Business & Accountancy, College of Engineering, Architecture & Technology, College of Education, College of Arts & Humanities und die Laboratory High School. Diese bieten folgende Ausbildungen zur Erlangung folgender akademischer Titel an: Master of Arts in Education,  Master of Arts in Teaching, Master of Education, Master of Business Administration, Doctor of Business Administration, Doctor of Education.  

## Geschichte
Der Vorläufer der Universität wurde 1965 auf Initiative des Kongress-Abgeordneten Gaudencio A. Abordo als Palawan Teachers College gegründet. Grundlage hierfür waren die Gesetzesinitiativen No. 9167, die von Diosdado Macapagal in das Republik-Gesetz 4303 übernommen wurden. Es dauerte jedoch noch bis 1972, bis das College die Arbeit aufnehmen konnte. Am 27. Februar 1984 wurde das College aufgewertet und in das Palawan State College überführt. Dies ermöglichte es dem College Kurse in den Fächern Arts, Science und Technology anzubieten. Am 12. November 1994 wurde das College, durch das Republik-Gesetz 7818, in die Palawan State University überführt.  